# Sojuz 33

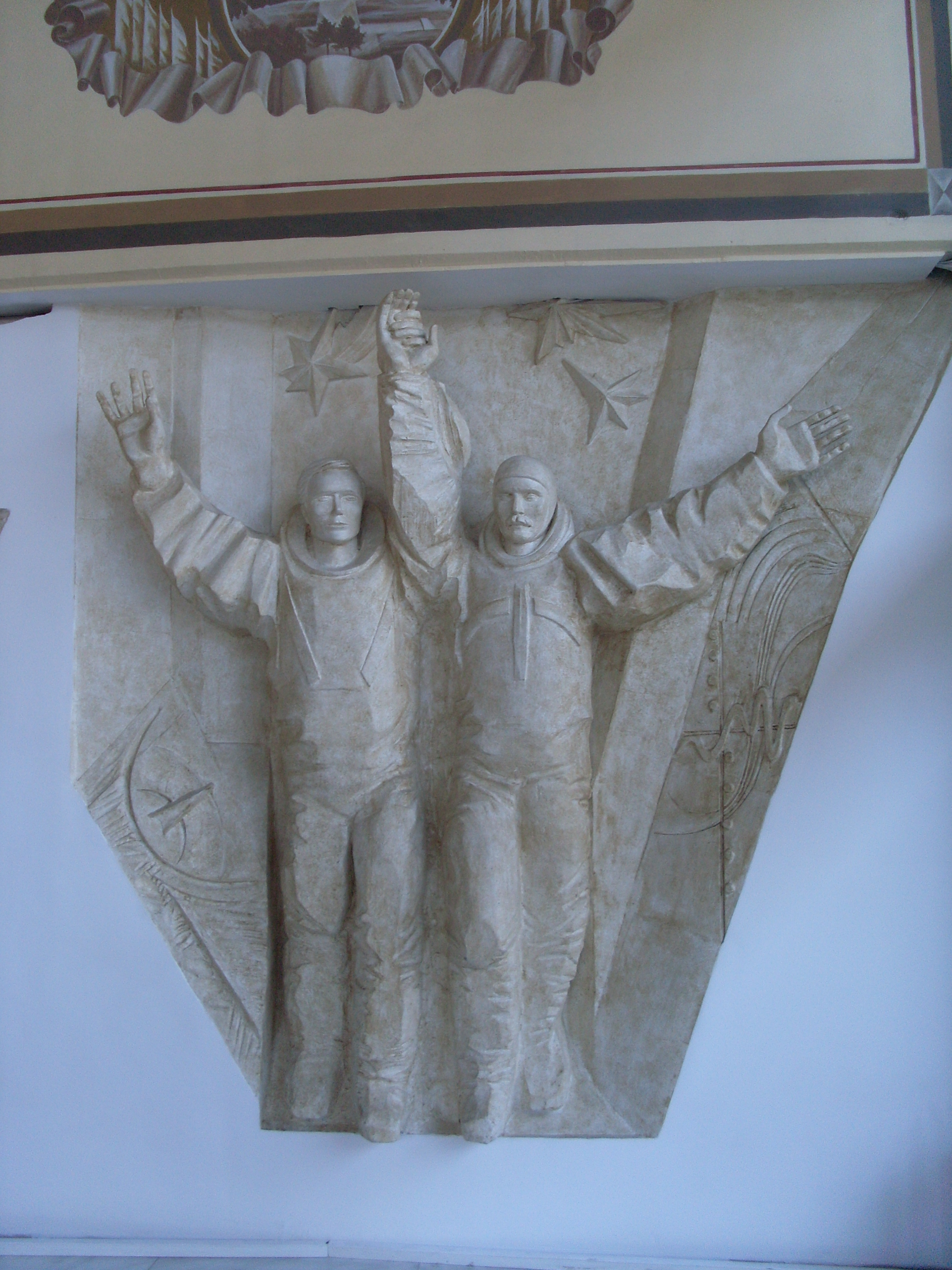
Relief w Rosyjskim Centrum Kultury w Sofii z podobiznami Rukawisznikowa i Iwanowa – załogą misji Sojuz 33

Salut 6 EP-5-1 (kod wywoławczy «Сатурн» – Saturn) – dziewiąty krótkotrwały załogowy lot kosmiczny pojazdu Sojuz 7K-T w kierunku stacji kosmicznej Salut 6. Był to czwarty lot kosmiczny zorganizowany w ramach międzynarodowego programu badań kosmicznych Interkosmos i pierwszy z udziałem bułgarskiego kosmonauty. Wyprawa w dniach 10–12 kwietnia 1979 nie osiągnęła zaplanowanego celu i w trybie awaryjnym powróciła na Ziemię.

## Załoga

### Start
- Nikołaj Rukawisznikow (3) – ZSRR
- Georgi Iwanow (1) – Bułgaria

### Rezerwowa
- Jurij Romanienko (2) – ZSRR
- Aleksandyr Aleksandrow (1) – Bułgaria

### Lądowanie
- Nikołaj Rukawisznikow (3) – ZSRR
- Georgi Iwanow (1) – Bułgaria

## Przebieg misji
Sojuz 33 (ros. Союз-33) to radziecko-bułgarski lot kosmiczny realizowany w ramach programu Interkosmos. Celem misji było połączenie ze stacją Salut 6. Ze względu na awarię napędu statku kosmicznego Sojuz główny cel wyprawy nie został zrealizowany. Inżynierem-badaczem podczas tego lotu był pierwszy kosmonauta z Bułgarii Georgi Iwanow.
Po rutynowym starcie, kapsuła zbliżyła się do orbitującej stacji Salut 6. W odległości 4 kilometrów od stacji odpalony został silnik pojazdu z kosmonautami. Miał on pracować przez sześć sekund, lecz wyłączył się zaledwie po trzech. Wyłączył się także system nawigacyjny Igła. Obserwująca dokowanie załoga stacji widziała płomienie wystrzeliwujące na boki od silnika w kierunku silnika rezerwowego.
Dokowanie odwołano i załoga rozpoczęła przygotowania do powrotu na Ziemię. Silnik zapasowy zadziałał, ale nie wyłączył się po przewidzianych 188 sekundach zapłonu. Rukawisznikow nie był pewny, czy ciąg silnika był wystarczający, zdecydował więc przedłużyć jego pracę o 25 sekund. Skutkiem tego kapsuła weszła w atmosferę pod bardzo dużym kątem, podlegając przeciążeniom do 10 G. Przyczyna awarii silnika nie była możliwa do ustalenia, gdyż pojazd odrzucił moduł serwisowy przed wejściem w atmosferę.
Zgodnie z planem, w przypadku sukcesu misji, załoga miała zamienić swoją kapsułę na zacumowanego do stacji Sojuza 32.